# فيفيان لرانت
فيفيان لرانت (بالمجرية: Léránt Vivien)‏ مواليد 5 أغسطس 1990 في المجر، هي لاعبة كرة يد مجرية. وصلت مع فريقها إلى نهائي دوري أبطال أوروبا لكرة اليد للسيدات في 2008 ونصف النهائي في 2009.